# Acrocercops serrigera
Acrocercops serrigera là một loài bướm đêm thuộc họ Gracillariidae. Nó được tìm thấy ở Ecuador, quần đảo Galápagos và Peru.